# Iwan Milew
Iwan Milew (ur. 18 lutego 1897 w Kazanłyku, zm. 25 stycznia 1927) – bułgarski malarz i scenograf. Reprezentował nurty modernizmu, symbolizmu, Art Nouveau i ekspresjonizmu. Uważany również za twórcę bułgarskiej secesji. Inspirował się również bułgarskim malarstwem ludowym i cerkiewnym.
Urodził się w Kazanłyku w rodzinie pasterskiej. Walczył w I wojnie światowej (1917-1918).  w listopadzie 1918 zorganizował pierwszą wystawę w Kazanłyku.  Przez następne dwa lata był nauczycielem w Gorskim Izworze. W 1920 rozpoczął studia na Narodowej Akademii Sztuki w Sofii. Zorganizował w tym czasie trzy wystawy indywidualne. Wykonywał również ilustracje do komunistycznego pisma Cherven smyah. W 1923 podróżował do Turcji, Grecji i Włoch. We Włoszech miał okazję się zapoznać z tamtejszą sztuką renesansową i barokową. w 1926 ukończył studia i  pracował jako niezależny malarz. Poślubił śpiewaczkę operową Katię Naumową- ich córka Maria Milewna była architektem. Żył w biedzie. Tworzył malowidła ścienne oraz dekoracje do Teatru im Iwana Wazowa w Sofii. Zmarł na grypę. Jego wizerunek znalazł się na banknocie o nominale 5 lewów bułgarskich.